# La signora in rosso
La signora in rosso (The Woman in Red) è un film del 1984 diretto da Gene Wilder.
Si tratta di una commedia brillante, remake del film francese Certi piccolissimi peccati (Un éléphant ça trompe énormément) di Yves Robert del 1976. Wilder firma la pellicola come regista e sceneggiatore oltre che come attore protagonista.
Il tema musicale I Just Called to Say I Love You, scritto ed interpretato da Stevie Wonder, è valso al film un Premio Oscar ed un Golden Globe.

## Trama
Teddy Pierce è un buon padre di famiglia che vive a San Francisco. Lavora come responsabile in uno studio pubblicitario affermato, e frequenta il tennis club con gli inseparabili amici di sempre. 
Una mattina, nel garage della propria azienda, Pierce vede Charlotte, affascinante donna inglese di rosso vestita: l'ultima modella scoperta dal suo superiore. La splendida giovane, non sapendo di essere osservata da Teddy, danza per qualche istante fatale sulla grata del ricircolo dell'aria, imitando Marilyn Monroe. 
L'effetto è immediato: Teddy comincia un corteggiamento al limite dell'assurdo, che lo porterà ad avere più grattacapi che altro, al punto che si ritroverà in accappatoio su un cornicione al ventesimo piano di un palazzo del centro.

## Distribuzione
Il film uscì negli USA il 15 agosto 1984, mentre in Italia, come si usava allora, solo in autunno, il 29 novembre 1984.

## Colonna sonora
La colonna sonora del film, curata da John Morris e Stevie Wonder, include brani interpretati da Wonder e Dionne Warwick. In particolare il brano I Just Called to Say I Love You di Stevie Wonder vinse sia l'Oscar che il Golden Globe per la migliore canzone originale nel 1985.
1. The Woman In Red - 4:39
2. It's You - 4:55
3. It's More Than You - 3:15
4. I Just Called to Say I Love You - 6:16
5. Love Light in Flight - 6:54
6. Moments Aren't Moments - 4:32
7. Weakness - 4:13
8. Don't Drive Drunk - 6:33

## Citazioni
La celebre scena in cui Charlotte (Kelly LeBrock) passa al di sopra di uno scarico dell'aria, che le fa sollevare la gonna, è una citazione del film del 1955 Quando la moglie è in vacanza, in cui nella stessa situazione veniva a trovarsi il personaggio interpretato da Marilyn Monroe. Anche la locandina de La signora in rosso è simile a quella di Quando la moglie è in vacanza: la protagonista femminile (Monroe per Quando la moglie è in vacanza e LeBrock per La signora in rosso) in primo piano con la gonna alzata dal vento, e alle sue spalle, raffigurato molto più "in piccolo", il protagonista maschile (Tom Ewell per il film del 1955 e Gene Wilder per quello del 1984).
Vi è un omaggio a questa scena anche nel film Grandi magazzini.

## Riconoscimenti
- 1985 - Premio Oscar
  - Oscar alla miglior canzone (Stevie Wonder per I Just Called to Say I Love You)
- 1985 Golden Globe
  - Migliore canzone originale (Stevie Wonder per I Just Called to Say I Love You)